# Космос-2330
Космос-2330 је један од преко 2400 совјетских вјештачких сателита лансираних у оквиру програма Космос.
Космос-2330 је лансиран са космодрома Плесецк, Русија, 19. фебруара 1996. Ракета-носач Циклон-3 је поставила сателит у орбиту око планете Земље. 